# Svinalängorna (film)
Svinalängorna är en svensk dramafilm som baseras på romanen med samma namn av Susanna Alakoski. Manusförfattare är Lolita Ray och Pernilla August som också regisserat filmen. Filmen hade premiär i Sverige 10 december 2010. Svinalängorna var Sveriges bidrag till Oscarsgalans pris för bästa icke-engelskspråkiga film, men blev inte nominerad.

## Handling
Ett bostadsområde (Fridhem) i Ystad fylls på 1960-talet av invandrarfamiljer och låginkomsttagare. För Leena och hennes finska föräldrar med alkoholmissbruk är den nya lägenheten höjden av lyx: tre rum, balkong och parkett. Av kommunen får kvarteret snart öknamnet Svinalängorna.

## Roller
Huvudpersonen Leena spelas som barn av Tehilla Blad och som vuxen av Noomi Rapace. Nutidsperspektivet finns inte i romanen utan är ett tillägg som bara skildras i filmen. I övriga huvudroller syns Ola Rapace som Leenas man Johan, och de finska skådespelarna Outi Mäenpää och Ville Virtanen som Leenas föräldrar Aili och Kimmo.

### Rollista i urval
- Noomi Rapace – Leena
- Ola Rapace – Johan
- Tehilla Blad – Leena som barn
- Outi Mäenpää – Aili
- Ville Virtanen – Kimmo
- Junior Blad – Sakari
- Alpha Blad – Marja
- Selma Cuba – Flisan
- Minna Haapkylä – Helmi
- Håkan Bengtsson – Veikko
- Julia Öhrström-Jönsson – Riita
- Lotten Roos – Inga-Lill
- Rasmus Troedsson – Sten Hård
- Karin Ronnle Svensson – Åse
- Simon J. Berger – Bengt Brink
- Kerstin Andersson – Margareta Persson
- Björn Johansson – Niklas Lindberg
- Anette Lindbäck – Britta, bostadsbolaget
- Eva Järinge – Ann-Christine
- Anders Beckman – polis
- Alba August – voice over

## Mottagande
Svinalängorna sågs av 288 599 svenska biobesökare 2011 och blev därmed den fjärde mest sedda svenska filmen det året.

## Utmärkelser och omnämnanden
Filmen visades första gången offentligt den 6 september 2010 som enda nordiska bidrag på Filmfestivalen i Venedig där den deltog i Kritikerveckan med sitt internationella namn Beyond. Filmen erhöll där tre priser, bland annat bästa film bland Kritikerveckans bidrag. Efter det har filmen vunnit priser på ytterligare tre filmfestivaler, bland annat som bästa film på Nordiska filmdagarna i Lübeck. Pernilla August vann en Guldbagge för bästa regi för sin insats i Svinalängorna. Filmen vann även Nordiska rådets filmpris.
Adam Ross på Rotten Tomatoes skrev om filmen att regissören Pernilla August tog sig an "a powerful, universal theme - alcoholism - and lets it be the catalyst for the drama; this is unsentimental and devastating work" (ett kraftfullt, universellt tema - alkoholism - och låtit det bli en katalysator för dramat; detta är skildrat osentimentalt och förödande).